# Delphinium macrostachyum
Delphinium macrostachyum är en ranunkelväxtart som beskrevs av Pierre Edmond Boissier och Ernst Huth. Delphinium macrostachyum ingår i släktet storriddarsporrar, och familjen ranunkelväxter. Inga underarter finns listade i Catalogue of Life.

## Bildgalleri

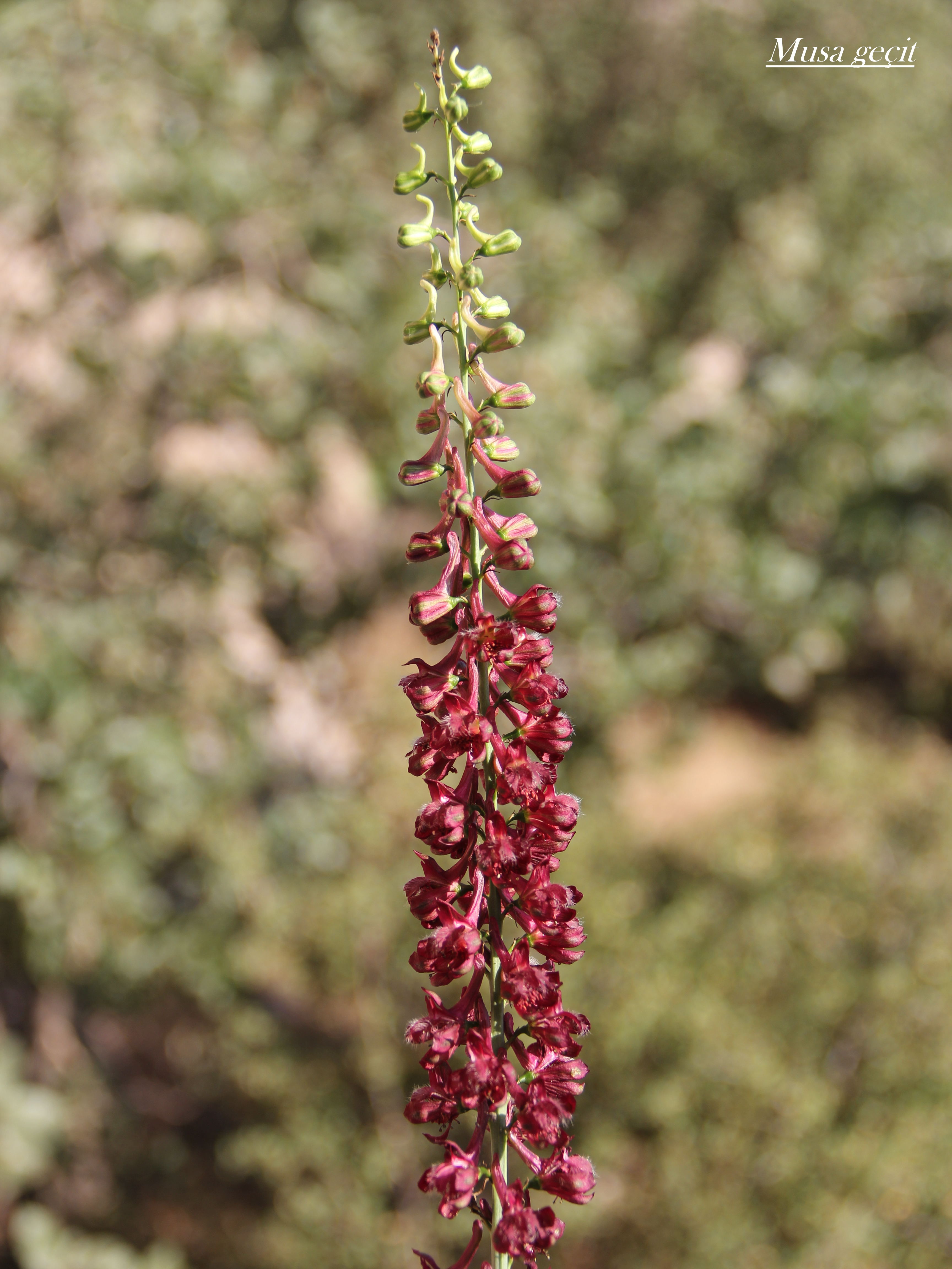